# Bernt Frilén
Bernt Frilén, född 3 juni 1945 i Fotskäl, död 7 maj 2019 i Varberg, var en svensk orienterare. Han blev världsmästare i stafett 1972 och 1974 samt individuellt 1974. Han tog dessutom ett VM-silver och ett VM-brons.
Friléns segermarginal på 4 minuter och 57 sekunder vid VM-segern 1974 var vid hans bortgång fortfarande den största segermarginalen bland herrorienterare.